# Aeschynanthus obconicus
Aeschynanthus obconicus är en tvåhjärtbladig växtart som beskrevs av Charles Baron Clarke. Aeschynanthus obconicus ingår i släktet Aeschynanthus och familjen Gesneriaceae. Inga underarter finns listade i Catalogue of Life.